# Montgenost
Montgenost település Franciaországban, Marne megyében. Lakosainak száma 159 fő (2022. január 1.). Montgenost Périgny-la-Rose, Plessis-Barbuise, Villenauxe-la-Grande, La Villeneuve-au-Châtelot, Bethon, Nesle-la-Reposte és Potangis községekkel határos.

## Népesség
A település népességének változása:
| Lakosok száma | 125  | 88   | 101  | 142  | 166  | 160  | 154  | 151  | 154  | 159  |
|               | 1968 | 1982 | 1990 | 2006 | 2013 | 2015 | 2017 | 2019 | 2020 | 2022 |